# 熊毅
熊毅（1910年3月10日—1985年1月24日），字其毅，男，贵州贵阳人，中国土壤学家。被称为中国土壤胶体化学和土壤矿物学的奠基人，土壤发生和土壤资源研究、水稻土和土壤肥力研究、土壤生态和环境科学研究的开拓者。

## 生平
1910年（清宣统二年）出生于日本东京，其父熊继成是早年留学日本的农学家，1911年回国。1925年毕业于贵州省立第一中学，因其父病故，熊毅借宿于其舅父北平书画家姚茫父家。在舅父的鼓励下，考进北京大学农学院预科，两年后进入本科，在土壤学刘和的教导及其影响下，对土壤学产生了很大的兴趣，选择了农业化学系。
1932年毕业于北京大学农学院，同年被推荐到中央地质调查所土壤研究室工作。1949年取得密苏里大学硕士学位，1951年取得威斯康星大学博士学位。担任中国科学院南京土壤研究所研究员、所长。1980年当选为中国科学院学部委员（院士）。1980年起，熊毅又主编了《中国土壤图集》，总结了中国半个多世纪以来土壤科学的研究成果。1985年1月24日逝世于南京。